# Karolina Różycka

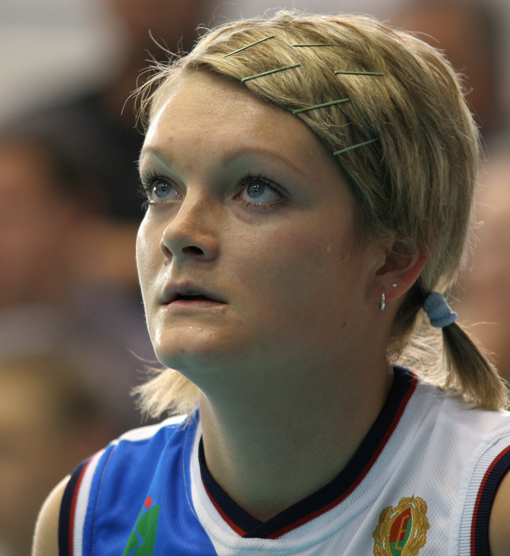
Karolina Kosek (Różycka) zawodniczką BKS-u Stal Bielsko-Biała

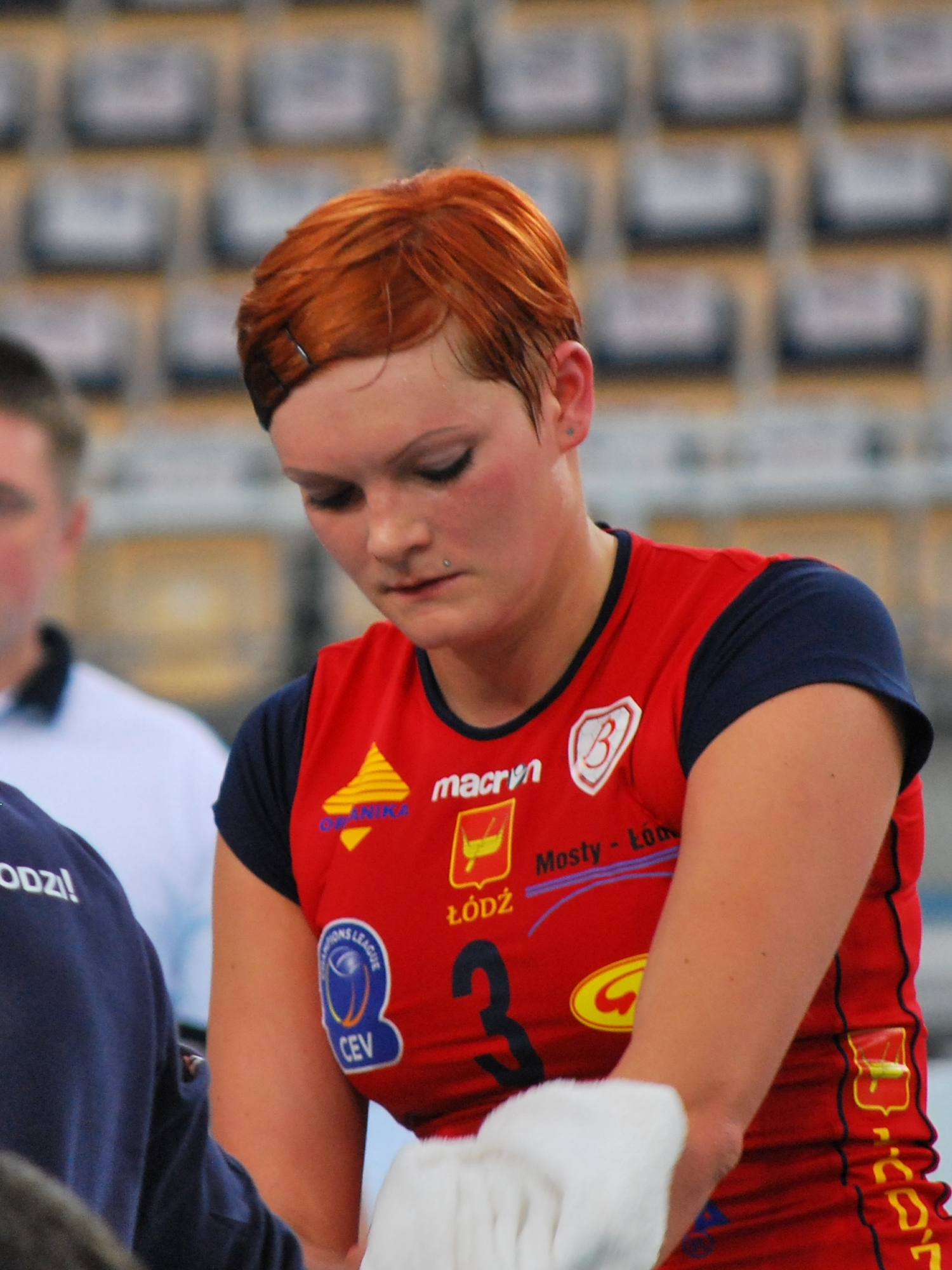
Karolina Kosek (Różycka) zawodniczką Organiki Budowlani Łódź w sezonie 2010/2011

Karolina Różycka z d. Kosek (ur. 28 czerwca 1985 w Myślenicach) – polska siatkarka, reprezentantka kraju, grająca na pozycji przyjmującej, wychowanka Dalinu Myślenice. Córka Anny Kosek, wielokrotnej reprezentantki Polski. Po sezonie 2018/2019 zakończyła karierę sportową.

## Kariera siatkarska
| Kariera juniorska | Kariera juniorska                   | Kariera juniorska | Kariera juniorska | Kariera juniorska | Kariera juniorska | Kariera juniorska | Kariera juniorska | Kariera juniorska | Kariera juniorska | Kariera juniorska |
| ----------------- | ----------------------------------- | ----------------- | ----------------- | ----------------- | ----------------- | ----------------- | ----------------- | ----------------- | ----------------- | ----------------- |
| Lata              | Klub                                |                   |                   |                   |                   |                   |                   |                   |                   |                   |
|                   | Dalin Myślenice                     |                   |                   |                   |                   |                   |                   |                   |                   |                   |
| Kariera seniorska |                                     |                   |                   |                   |                   |                   |                   |                   |                   |                   |
| Lata              | Klub                                |                   |                   |                   |                   |                   |                   |                   |                   |                   |
| 2003–2004         | Volleyball Franches-Montagnes       |                   |                   |                   |                   |                   |                   |                   |                   |                   |
| 2004–2005         | Dalin Myślenice                     |                   |                   |                   |                   |                   |                   |                   |                   |                   |
| 2005–2006         | BKS Stal Bielsko-Biała              |                   |                   |                   |                   |                   |                   |                   |                   |                   |
| 2006–2007         | Pronar Astwa AZS Białystok          |                   |                   |                   |                   |                   |                   |                   |                   |                   |
| 2007–2008         | Wisła Kraków                        |                   |                   |                   |                   |                   |                   |                   |                   |                   |
| 2008–2009         | VC Wiesbaden                        |                   |                   |                   |                   |                   |                   |                   |                   |                   |
| 2009–2011         | Organika Budowlani Łódź             |                   |                   |                   |                   |                   |                   |                   |                   |                   |
| 2011–2012         | Azerrail Baku                       |                   |                   |                   |                   |                   |                   |                   |                   |                   |
| 2012–2013         | Yeşilyurt Stambuł                   |                   |                   |                   |                   |                   |                   |                   |                   |                   |
| 2013–2015         | Polski Cukier Muszynianka Muszyna   |                   |                   |                   |                   |                   |                   |                   |                   |                   |
| 2015–2016         | Tauron Banimex MKS Dąbrowa Górnicza |                   |                   |                   |                   |                   |                   |                   |                   |                   |
| 2017–2018         | Enea PTPS Piła                      |                   |                   |                   |                   |                   |                   |                   |                   |                   |
| 2018–2019         | KS Energetyk Poznań                 |                   |                   |                   |                   |                   |                   |                   |                   |                   |

## Sukcesy klubowe
Puchar Polski:
- 2006, 2010

Orlen Liga:
- 2015

## Sukcesy reprezentacyjne
Letnia Uniwersjada:
- 2005
- 2009

## Nagrody indywidualne
- 2010: MVP turnieju finałowego Pucharu Polski[1]

## Kariera reprezentacyjna
Kosek znajdowała się w szerokiej kadrze za czasów trenera Andrzeja Niemczyka. Wraz z reprezentacją B zdobyła srebrny medal na Letniej Uniwersjadzie 2005 w Izmirze.
W 2010 roku została powołana do reprezentacji Polski na turniej Volley Masters Montreux. Polki zajęły tam 5. miejsce, a Kosek zagrała we wszystkich meczach - z Chinami (0:3), Holandią (1:3), Kubą (0:3), Japonią (3:1 - najlepiej punktująca w reprezentacji Polski) oraz ponownie Holandią (3:0). Zajęła też 6. miejsce w World Grand Prix 2010.
W tym samym roku Kosek znalazła się w kadrze na Mistrzostwa Świata, na których Polska zajęła 9. miejsce w klasyfikacji końcowej. Zagrała tam w spotkaniach fazy grupowej z Japonią (2:3), Serbią (1:3), Kostaryką (3:0), Peru (3:0), Algierią (3:0 - miejsce w wyjściowej szóstce), drugiej rundy z Koreą (3:2), Rosją (0:3 - wyjściowa szóstka), Chinami (0:3 - wyjściowa szóstka), Turcją (3:1) i fazy o miejsca 9-12 z Holandią (3:2) oraz ponownie Chinami (3:0).
W 2011 roku trener reprezentacji Alojzy Świderek powołał Karolinę Kosek do kadry na Mistrzostwa Europy, gdzie reprezentacja Polski zajęła 5. miejsce.